# Brownlee Park
Brownlee Park – jednostka osadnicza w Stanach Zjednoczonych, w stanie Michigan, w hrabstwie Calhoun.